# Cedric van der Gun
Cedric van der Gun (ur. 5 maja 1979 w Hadze, Holandia) – holenderski piłkarz.
Zaczynał profesjonalną karierę w 1998 roku w Ajaksie Amsterdam. Uważany za bardzo utalentowanego z powodu częstych kontuzji nigdy nie został kluczowym graczem tego klubu. W sezonie 1999/00 grał na wypożyczeniu w innym zespole holenderskiej Eredivisie FC Den Bosch. Po powrocie do Amsterdamu przez jeden sezon występował na skrzydle drużyny prowadzonej przez Co Adriaanse, jednak kolejny sezon spędził na ławce rezerwowych Ajaksu. W 2002 roku trafił na roczne wypożyczenie do Willem II Tilburg. Po powrocie z wypożyczenia sfinalizowano jego transfer do klubu z rodzinnego miasta ADO Den Haag, gdzie w ciągu dwóch sezonów wyrobił sobie opinię dobrego skrzydłowego i napastnika. Latem 2005 roku przeniósł się do Niemiec, konkretnie do Borussii Dortmund, gdzie jednak z powodu długiej kontuzji i konkurencji w składzie zagrał tylko w 3 spotkaniach. Po zakończeniu sezonu przeszedł do FC Utrecht.
W grudniu 2006 po raz kolejny w swojej karierze doznał kontuzji, która wyeliminowała go z gry na 9 miesięcy.
Van der Gun poza grą w piłkę nożną lubi grać w krykieta.

## Osiągnięcia
- Mistrz Holandii z Ajaksem Amsterdam : (2002)

## Kariera
- HVV Den Haag
- ADO Den Haag (do 1997)
- AFC Ajax (1997–1999)
- FC Den Bosch (1999–2000)
- AFC Ajax (2000–2002)
- Willem II Tilburg (2002–2003)
- ADO Den Haag (2003–2005)
- Borussia Dortmund (2005–2006)
- FC Utrecht (2006–2009)
- Swansea City (2009–)